# 4,5-Dibrombrenzcatechin
4,5-Dibrombrenzcatechin ist eine chemische Verbindung, die sowohl zu den Phenolen als auch zu den Halogenaromaten gehört. Sie ist isomer zu 3,5-Dibrombrenzcatechin und 3,6-Dibrombrenzcatechin.

## Darstellung
4,5-Dibrombrenzcatechin kann aus Brenzcatechin durch Umsetzung mit elementarem Brom in Eisessig gewonnen werden.

## Reaktionen
Durch Veresterung mit Essigsäureanhydrid entsteht das Diacetat, das einen Schmelzpunkt von 110 °C hat.
Der Dimethylether (4,5-Dibromveratrol), der durch Reaktion mit Dimethylsulfat gewonnen wird, hat einen Schmelzpunkt von 92 bis 93 °C.
Weitere Bromierung mit 1 Mol Brom in Eisessig führt zum 3,4,5-Tribrombrenzcatechin (CAS-Nummer: 2747-17-3), dessen Schmelzpunkt bei 139–141 °C liegt. Vollständige Bromierung ergibt Tetrabrombrenzcatechin.

## Verwendung
4,5-Dibrombrenzcatechin wird als Ausgangsstoff für die Synthese von 4,5-disubstituierten 1,2-Dibrombenzolen verwendet. Ebenso ist es Ausgangsstoff für die Herstellung von 4,5-diethersubstituierten Phthalonitrilen über eine Rosenmund-von Braun-Reaktion.